# Historia del Club Atlético de Madrid (femenino)
El Club Atlético de Madrid Femenino es la sección de fútbol femenino del Club Atlético de Madrid, cuyo primer equipo actualmente milita en la Primera Iberdrola, la máxima competición de fútbol femenino en España. Ha ganado cuatro Ligas (tres de ellas consecutivas, detentando así un trofeo en propiedad), una Copa de la Reina y una Supercopa de España.
Actualmente, el Atlético de Madrid Femenino es, junto con el Rayo, Barcelona, Athletic, Español y Levante, uno de los equipos de referencia en el fútbol femenino nacional y ostenta el récord mundial de asistencia a un partido de fútbol femenino entre clubes. Habitualmente se convoca a jugadoras del primer equipo y de las categorías inferiores por las selecciones correspondientes.

### Antecedentes
El Atlético Villa de Madrid surgió en 1989 tras la consolidación un año antes de la Liga Nacional de Fútbol, el primer campeonato de liga de España. En la primera y segunda temporadas del torneo, fue campeón tras sumar 43 puntos de 44 posibles, y subcampeón un año más tarde tras un triple empate a 20 puntos con el Oiartzun Kirol Elkartea —campeón— y el Añorga Kirol eta Kultur Elkartea (Sociedad Cultural y Deportiva Añorga) resuelta por goal-average. Pese a los buenos resultados acabó desapareciendo tras perder el apoyo económico del Club Atlético de Madrid que por entonces presidía Jesús Gil. La mayor parte de sus jugadoras pasaron entonces a reforzar otro equipo madrileño, el Club Deportivo Oroquieta Villaverde, que se convirtió en el gran dominador del fútbol femenino español en los años 1990.
Antes de disolverse disputó también la edición de 1990 y la de 1991 del Campeonato de España de Copa, donde fue eliminado en semifinales, en ambas ocasiones, por el ya citado Añorga K. K. E., a la postre campeón de aquellas dos ediciones.

### Fundación y primeros años

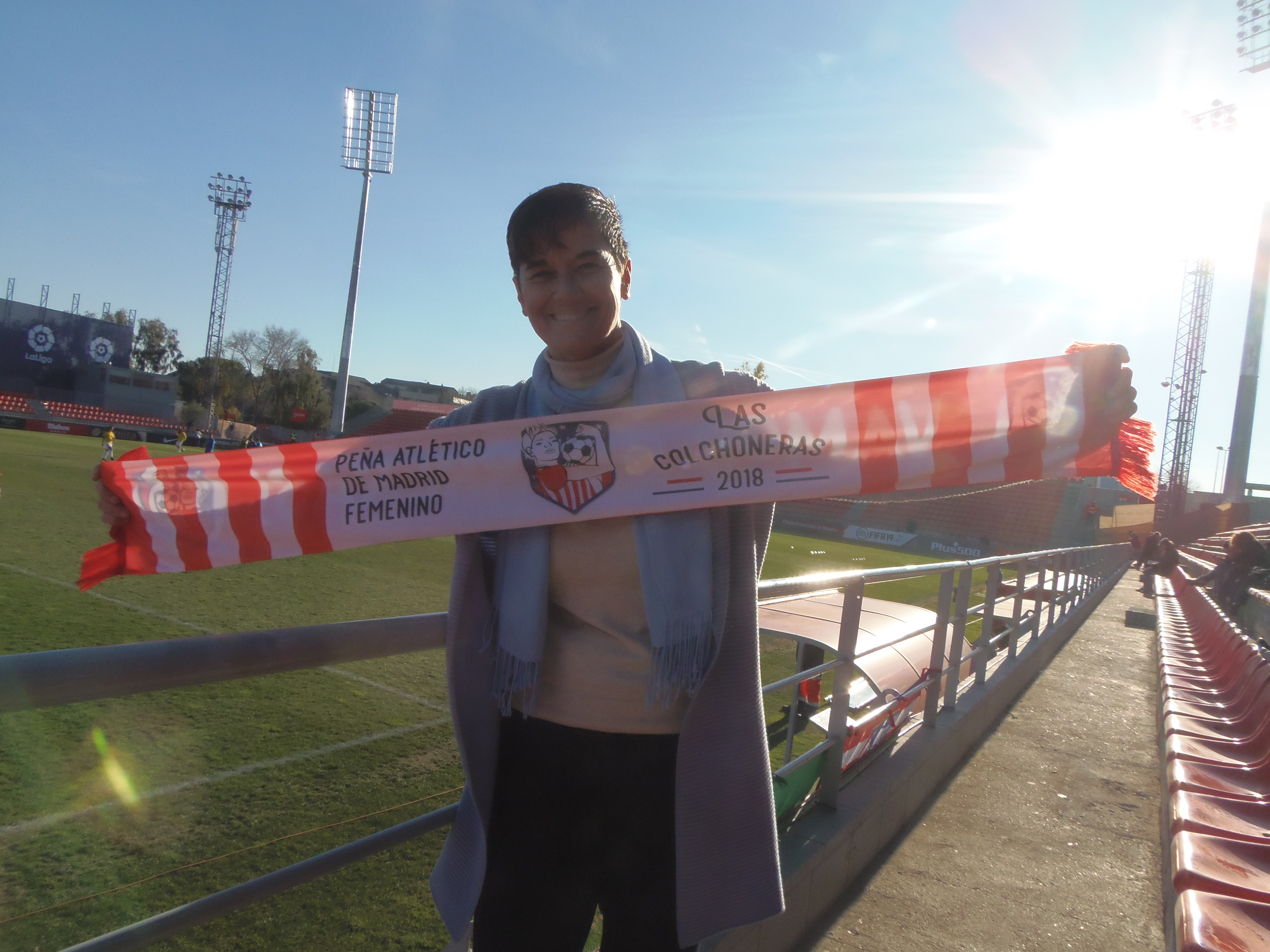
Lola Romero, fundadora y presidenta del equipo

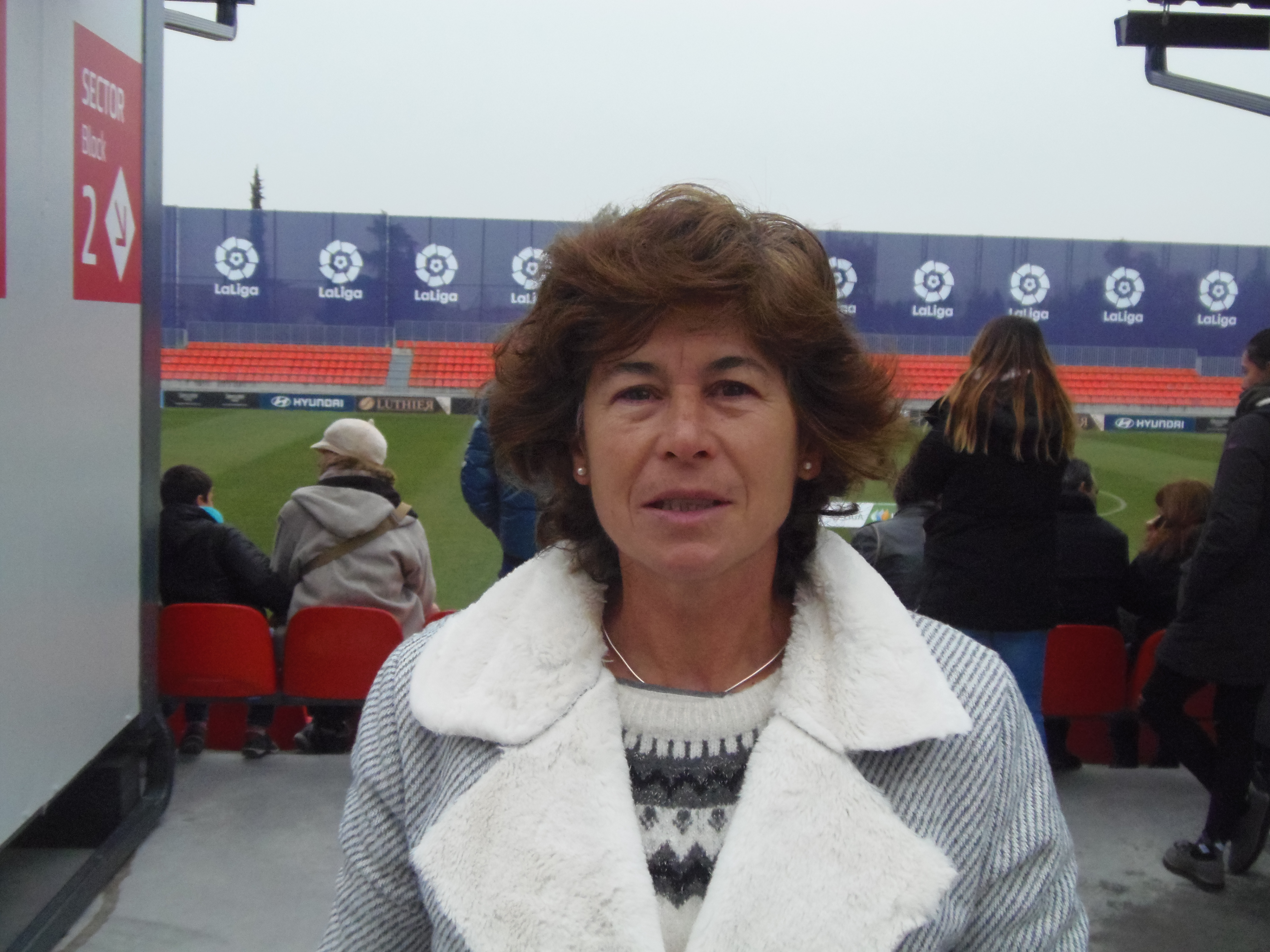
María Vargas, primera entrenadora del equipo

Una década después, varias de las jugadoras del extinto Villa de Madrid se reunieron con los dirigentes del Club Atlético de Madrid para dar vida a la sección femenina de fútbol de la entidad, y tras las negociaciones surgió el Atlético Féminas, embrión del actual Club Atlético de Madrid. Fue a raíz de la desaparición del Coslada Club de Fútbol Femenino cuando su entonces entrenadora, María Vargas —exjugadora del Villa de Madrid— junto con la guardameta del equipo Lola Romero y apoyadas por las 36 jugadoras pertenecientes al primer y segundo equipo de la sección cosladiega, convencieron a los directivos del Atlético de Madrid para que iniciaran un equipo femenino. Así, sin formar parte como tal del organigrama oficial del club rojiblanco, recibió a préstamo unas equipaciones con el escudo del club y les cedió un campo de entrenamiento en el polideportivo de Vicálvaro. Ellas mismas se encargaron de encontrar un patrocinador y, por normativa de la Real Federación Española de Fútbol, comenzaron en la última categoría del fútbol femenino nacional, la Primera Regional. En 2002 finalmente el club las integró en su organigrama como Club Atlético de Madrid Féminas.
María Vargas y Lola Romero fueron quienes capitanearon esa nueva aventura de la sección femenina del Atlético de Madrid como entrenadora y presidenta, respectivamente. De esta forma en la temporada 2001-2002 se puso en marcha el denominado en un principio como Atlético Féminas. Inicialmente el equipo femenino no formaba parte como tal del organigrama del Atlético de Madrid. La entidad madrileña comenzó por prestar las equipaciones oficiales, el escudo y buscarles un campo de entrenamiento a las jugadoras: el Polideportivo de Vicálvaro. Ellas mismas se encargaron de encontrar un patrocinador y, por normativa de la RFEF, comenzaron en la última categoría profesional de fútbol femenino: Primera Regional. En su primer año ascendieron a Preferente.
En la temporada 2002/03 volvieron a ascender de categoría, esta vez a Nacional, donde, por fin, el Atlético de Madrid integró en su organigrama al Atlético Féminas, que pasaría a llamarse Club Atlético de Madrid Féminas. En su primera temporada en Nacional lograron ser campeonas de grupo, pero no subieron de categoría al caer en el play-off de ascenso. En su segunda temporada fueron segundas tras el Sporting Plaza de Argel, y en su tercera temporada en Nacional, la 2005-06, lograron el ascenso a la Primera División.

### Crecimiento en Primera División
El equipo logró quedar en mitad de la tabla tras el ascenso, donde permaneció durante tres temporadas. Las primeras dos siguió siendo dirigido por María Vargas. En 2008 las jugadoras solicitaron a la presidenta un cambio de entrenador y María pasó a ser directora deportiva. María contrató a Antonio Contreras como entrenador del primer equipo. El equipo repitió la séptima plaza en la liga en su primera temporada.
Los siguientes años se fichó a jugadoras con experiencia internacional o con potencial. En la temporada 2009-10 se fichó a Leire Landa y Priscila Borja y subieron al primer equipo Marta Carro y Nagore Calderón y el equipo terminó en cuarta posición. En la temporada 2010-11 la estrella del equipo y canterana Jennifer Hermoso abandonó el club por el Rayo Vallecano y el equipo acabó quinto.
En la temporada 2011-12 se cambió al entrenador del primer equipo, Antonio Contreras,  por Juanjo Carretero, y fichó a Adriana Martín como fichaje estrella, Sandra Vilanova, experimentada internacional. En el apartado de bajas destacó la salida de la capitana Alba Merino. En el mercado de invierno se contrató a una joven Claudia Zornoza. Los malos resultados llevaron a la destitución del entrenador, que fue sustituido por Jesús Núñez. A punto de finalizar la temporada Adriana Martín regresó a Estados Unidos. A pesar de las mejoras de los resultados el equipo terminó sexto en la tabla. Esa temporada sólo jugaban la Copa de la Reina de fútbol los primeros cuatro clasificados en liga, por lo que no la disputó. Tras la marcha de Adriana Martín, que anotó 25 tantos, Priscila Borja fue la máxima anotadora con 13 goles, Marta Carro la jugadora más regular, y Claudia Zornoza la jugadora revelación.
En la temporada 2012-13 se fichó a la jóvenes talentos, como la portera del Sporting Club de Huelva Lola Gallardo. y causaron baja Sandra Vilanova y Leire Landa. En noviembre regresó de Estados Unidos Adriana Martín. El equipo logró buenos resultados durante la temporada, lo que llevó a varias jugadoras a ser convocadas con la selección española, con la que debutaron Nagore Calderón y Lola Gallardo. Se llegó a la recta final del campeonato liguero con opciones de levantar el título, y terminaron terceras, su mejor posición histórica hasta la fecha. En la Copa de la Reina alcanzaron las semifinales, donde no pudieron superar al F. C. Barcelona. A final de temporada se anunció la retirada de Marieta, por sus lesiones de rodilla. Priscila volvió a ser la máxima goleadora con 13 goles, Claudia Zornoza volvió a ser elegida jugadora revelación, y y Amanda Sampedro la más regular del equipo. Dos hechos reseñable de la temporada fueron la participación en la película documental Tánger Gool, y un partido amistoso jugado en Guinea Ecuatorial ante 15.000 espectadores.
En la temporada 2013-14 se fichó a la internacional Silvia Meseguer procedente del Espanyol, a Jade Boho, que había ganado tres ligas con el Rayo, y a la joven Esther González que se había destapado como goleadora en el Sporting Club de Huelva. En el apartado de bajas dejaron el club Vane y Priscila, máxima goleadora en tres de las cuatro últimas temporadas. Durante el verano de 2013 cuatro jugadoras rojiblancas participaron en la Eurocopa. El equipo sacaba los partidos como local, pero cosechó malos resultados como visitante, y en octubre Meseguer se rompió el cruzado de su rodilla. No se lograron los resultados esperados y se destituyó al entrenador a mitad de temporada, apostando por el técnico del segundo equipo Ferney Agudelo, que había llegado ese mismo verano al club. Los resultados mejoraron ligeramente y se alcanzó la tercera plaza. En abril acabó la racha de partidos de perder en casa tras 805 días. Para la Copa de la Reina el club decidió poner al frente al técnico del filial, Miguel Ángel Sopuerta, reemplazando a Agueldo que no continuaría la siguiente temporada. En los cuartos de final ante el Rayo Vallecano se empató a cero en ambos encuentros y cayeron derrotadas por penaltis. Amanda Sampedro fue la máxima goleadora de la temporada, con 16 goles, con Claudia Zornoza como jugadora más regular y Esther González como jugadora revelación.

### Primeros éxitos

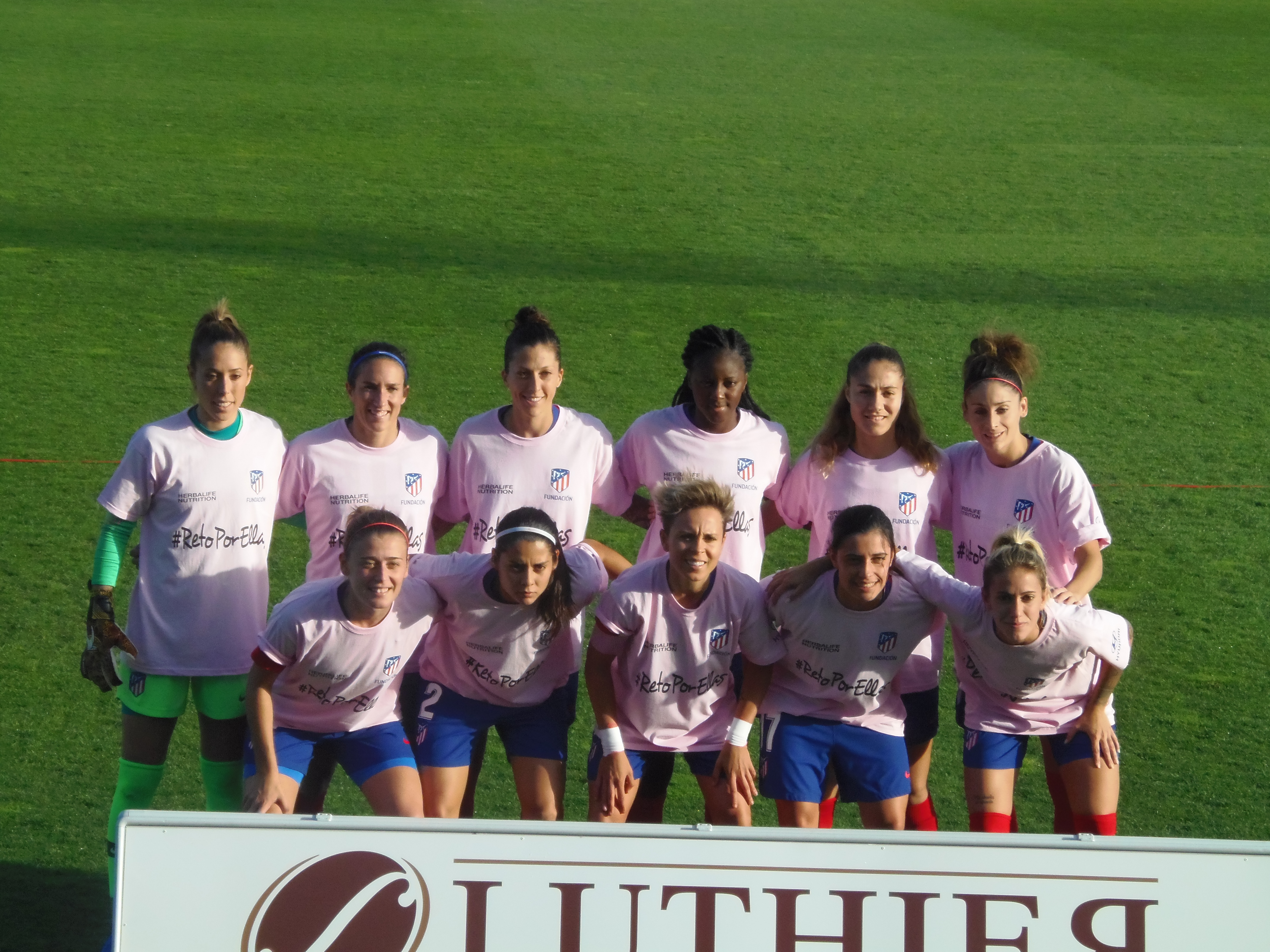
Plantilla posando antes de su encuentro ante el Madrid C.F.F. del 21 de octubre de 2018.

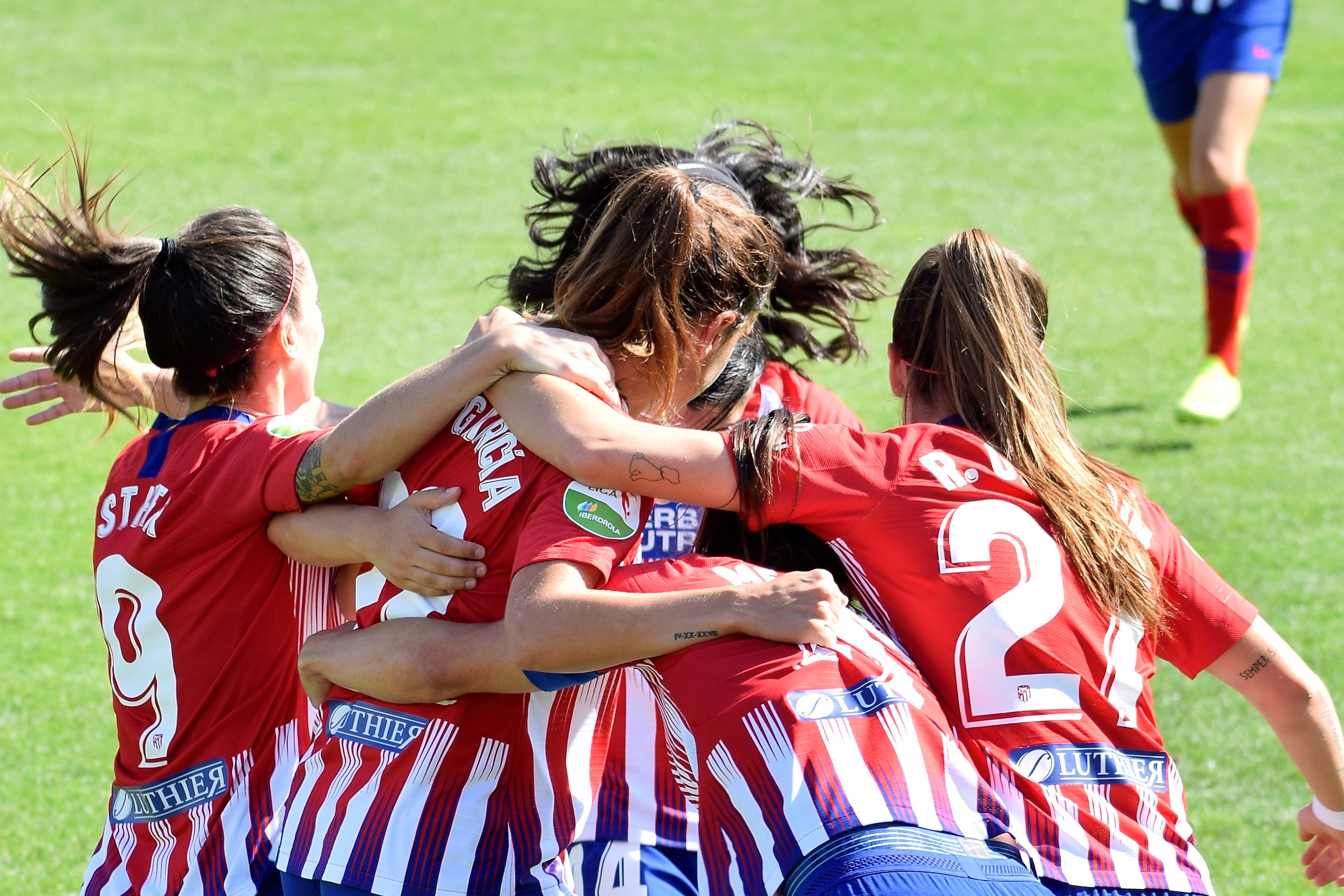
Jugadoras celebrando un gol en la temporada 2018-19.

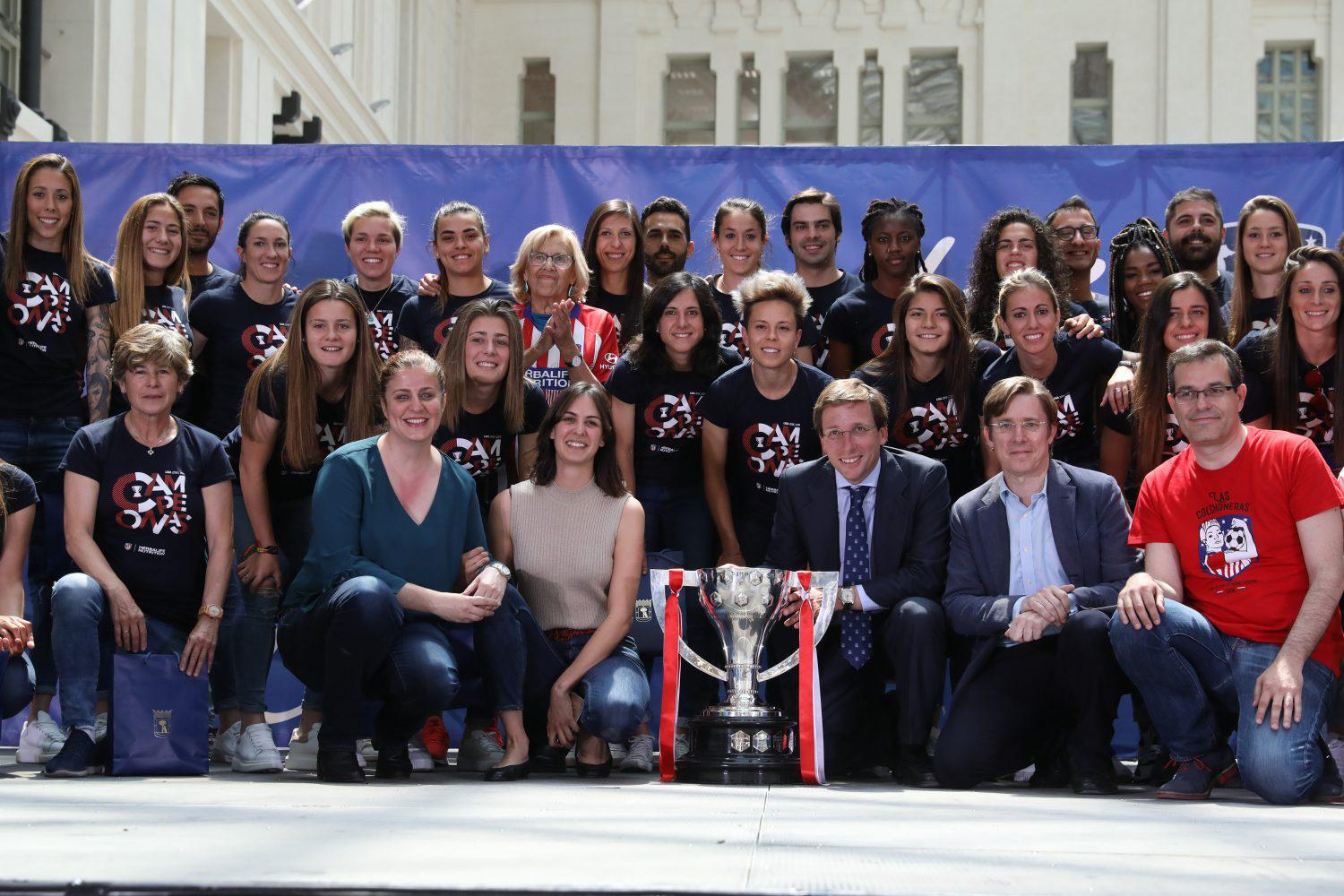
La alcaldesa recibe al equipo femenino del Atlético de Madrid ganador de la Liga Iberdrola 2019.

En la temporada 2014-15 se acometió una profunda reforma de la plantilla. Regresaron al club Vane y Priscila, y se fichó a Ángela Sosa del Sporting Club de Huelva, y a Débora García y Mapi León del Espanyol. A cuatro jornadas del final de la liga la UEFA anunció que ampliaba los cupos a jugar la Liga de Campeones a dos. Se logró el subcampeonato y su primera clasificación europea el 26 de abril de 2015 al vencer al Sant Gabriel por 3-1. El equipo terminó el campeonato con su mejor clasificación histórica y récord de puntos obtenidos hasta la fecha. Cuatro jugadoras fueron convocadas para disputar el Mundial de 2015: Amanda Sampedro, Lola Gallardo, Silvia Meseguer y Priscila Borja. Priscila se convirtió en la primera jugadora rojiblanca en disputar un Mundial absoluto femenino. Silvia Meseguer también disputó algunos minutos en el Mundial.
En la temporada 2015-16 el fichaje más destacado fue el de la hasta entonces siete veces campeona de liga Sonia Bermúdez procedente del Barcelona y también el de Kenti Robles procedente del Espanyol.S e inició la temporada con una buena dinámica, contando todos los partidos con victorias. En el debut del equipo en la Liga de Campeones se perdió ante el Zorkiy Krasnogorsk por 0-2, y en el partido de vuelta se remontó la eliminatoria con goles de Esther González, Bea Beltrán y Débora García. En la siguiente ronda de la Liga de Campeones les tocó enfrentarse al Olympique de Lyon, siendo eliminadas. Tras nueve jornadas de liga ganando perdieron ante Levante y Athletic Club y Sopuerta fue destituido y su sustituto fue su segundo, Ángel Villacampa. Villacampa se estrenó con empate ante el F. C. Barcelona y luego retomó la senda de las victorias, encadenando siete partidos consecutivos ganados. pero en las últimas jornadas de liga los resultados fueron irregulares y se fueron dejando puntos en algunos partidos mientras el Athletic Club y el F. C. Barcelona seguían ganando, dejando al equipo fuera de la lucha por entrar en la Liga de Campeones. El equipo fue juez del título liguero pues fue derrotado por el Athletic Club en la antepenúltima jornada y venció al F. C. Barcelona en la penúltima jornada, por lo que las bilbaínas se proclamaron campeonas de liga. El equipo sumó 69 puntos como la temporada anterior, pero descendió un peldaño y quedó tercero en la Liga. Ganaron la  Copa de la Reina tras golear al Sporting de Huelva, eliminar al Valencia en la prórroga, y ganar 3-2 en la final con goles de Ángela Sosa, Silvia Meseguer y Sonia Bermúdez.
Ese verano de 2016, el Club decidió integrar definitivamente y a todos los efectos al equipo femenino en su estructura. Hasta entonces, en puridad solo existía un acuerdo de asociación con el "Club Deportivo Elemental Atlético de Madrid Féminas", desde entonces existiría ya un solo Club Atlético de Madrid (Masculino y Femenino), pasando los equipos femeninos a formar parte de pleno derecho del Club. Ese cambio supuso que Lola Romero dejara de ser Presidente del Club Atlético de Madrid Féminas para convertirse en directora general de la sección, de modo que el presidente, tanto del Atlético de Madrid Femenino como del Masculino, como del resto del Club, fuera desde entonces Enrique Cerezo. Dado que solo a partir de esa Junta de 2016 pasó el equipo femenino a formar íntegramente parte del Club, solo a partir de entonces computa oficialmente el Club en su palmarés los títulos conseguidos por el equipo femenino (excluyendo de esta manera, por ejemplo, la Liga de 1990). Lo hace, eso sí, situándolos al mismo nivel que los del equipo masculino, computando un global de títulos ganados por sus primeros equipos masculino y femenino, del mismo modo que cuando el equipo masculino y el femenino han ganado títulos la misma temporada, el Club ha organizado las celebraciones (visita a Neptuno, etc.) conjuntamente para ambos equipos.
La siguiente temporada se fichó a la internacional Marta Corredera procedente del Arsenal y a Andrea Pereira del Espanyol y la jóvenes promesas Carmen Menayo y Andrea Falcón. Salieron las canteranas Nagore Calderón, Marta Carro y Noelia Gil además de Débora García. Esa temporada el Atlético de Madrid ganó su primera liga sin perder ningún partido. En diciembre de 2016, debutó el equipo femenino en el Vicente Calderón, derrotando 2-1 al Barcelona ante 13.935 espectadores. Esa misma temporada, la de la despedida del estadio, volvió a disputar en marzo de 2017 otro partido, empatando a un gol con el Athletic Club ante 10.642 aficionados. Siendo ya campeonas invictas de Liga, el equipo femenino regresó a ese estadio el 21 de mayo de 2017 para ser homenajeadas por la afición.
En la temporada 2017-18 el club buscó internacionalizarse y fichó a Ludmila Da Silva, Aurélie Kaci y Viola Calligaris, así como a la prometedora defensa blaugrana Laia Aleixandri y a Carla Bautista del Fundación Albacete. Mapi León se convirtió en el primer traspaso pagado entre clubes españoles al ser fichada por el Barcelona. Priscila Borja y Bea Beltrán dejaron el club. Ese año el equipo volvió a ganar la Liga. El 17 de marzo de 2018, jugó como local en el Metropolitano, el nuevo estadio del equipo masculino. Ese día, empataron a dos con el Madrid Club de Fútbol Femenino y la asistencia fue de 22.202 espectadores, convirtiéndose en el segundo partido más concurrido en la historia del fútbol femenino español hasta la fecha.
En la temporada 2018-19 el club decidió cerrar el ciclo de Villacampa y nombró a José Luis Sánchez Vera entrenador. Destacó la vuelta de Jennifer Hermoso y el fichaje de Olga García, ambas habituales en la selección española. Como el año anterior se siguió internacionalizando el equipo con la llegada de Dolores Silva, Aïssatou Tounkara, Elena Linari y Alex Chidiac, todas ellas internacionales con sus países. De las jugadoras que dejaron el club destacaron Soni, Corredera y Pereira. El 30 de enero de 2019 rompió junto al Athletic de Bilbao el récord de asistencia a un encuentro de fútbol femenino en España al congregar a 48 121 espectadores en el Estadio de San Mamés para presenciar los cuartos de final de la Copa de la Reina, encuentro que vencería el club madrileño por dos goles a cero. El 17 de marzo de 2019 se batió el récord de espectadores en un partido de clubes de fútbol femenino al acoger a 60.739 espectadores en el Metropolitano el partido liguero contra el Barcelona que terminó con victoria visitante por 0-2. En la segunda vuelta de la Liga repitió los resultados de la primera vuelta, ganando todos los partidos menos el que le enfrentó al F. C. Barcelona y el 5 de mayo de 2019 ganó su tercera liga con seis puntos de ventaja sobre las culés. En abril de 2019 recibió el Premio Madrid otorgado por el Madridiario otorgado a personalidades e instituciones destacadas en cualquier ámbito en la Comunidad de Madrid.

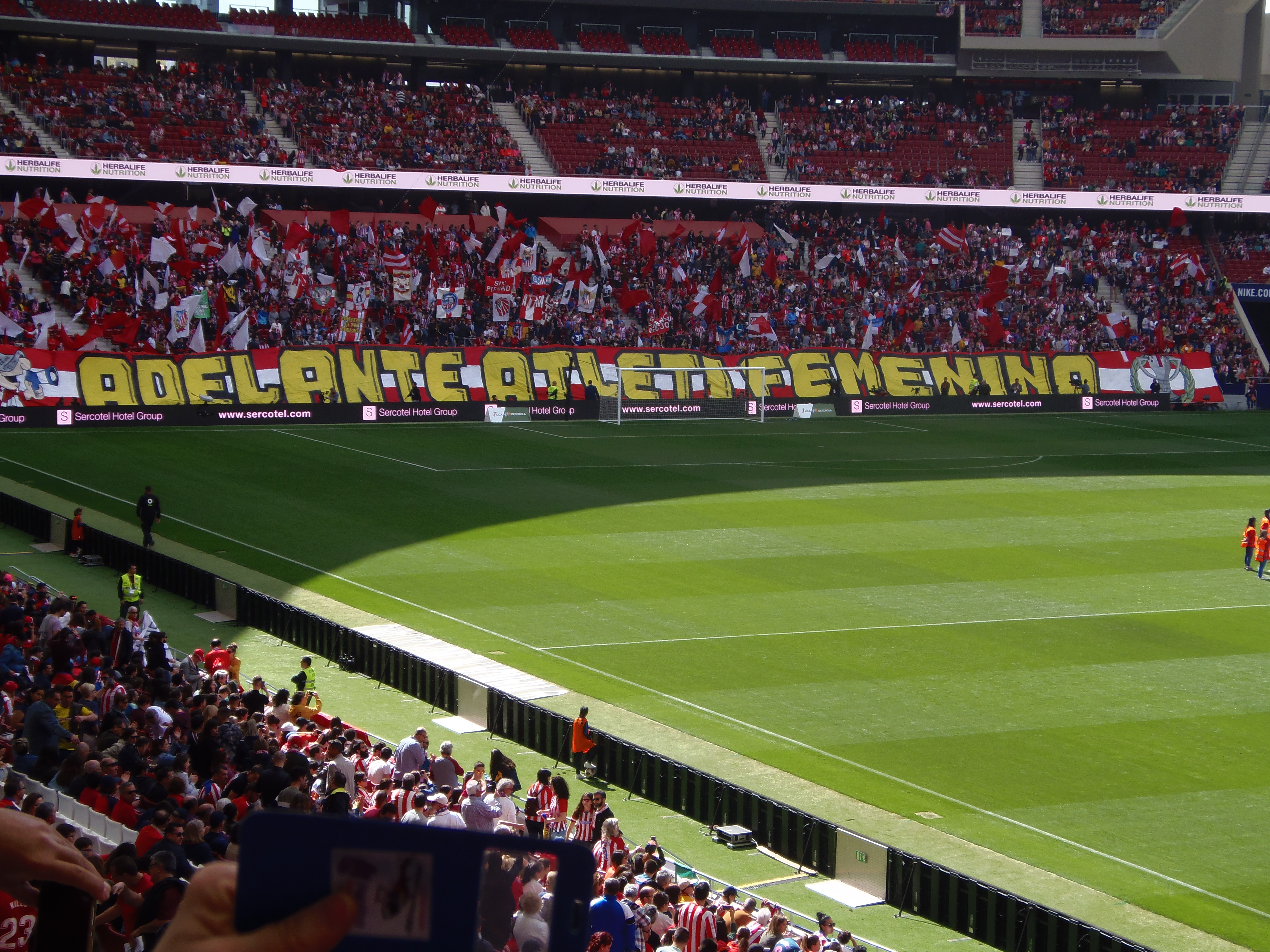
Partido frente al Fútbol Club Barcelona el 17 de marzo de 2019.

### Últimas temporadas
Empezaron la temporada 2019-20 con la baja de Jennifer Hermoso que fichó por el Barcelona, además de la salida de varias jugadoras suplentes en busca de minutos. El club contrató a la internacional Virginia Torrecilla, la goleadora Charlyn Corral y a la nombrada mejor portera del Mundial Sari van Veenendaal entre otras futbolistas. Comenzaron la liga de manera irregular y superaron los dieciseisavos de final de la Liga de Campeones ante el Spartak Subotica con dificultades. El 15 de septiembre estrenaron nueva Ciudad Deportiva en el municipio madrileño de Alcalá de Henares en la jornada 2 de liga frente al Sevilla. Acudieron 2.304 espectadores y vencieron por 3-0 con goles de Ángela Sosa, Ludmila da Silva y Charlyn Corral. El 8 de octubre se hizo público que José Luis Sánchez Vera renunciaba a seguir como entrenador por motivos personales y volvía a dirigir el equipo de análisis, y fue reemplazado por Pablo López, cuyo mayor logro fue eliminar al Manchester City en Liga de Campeones lo que supuso la primera clasificación del equipo para los cuartos de final de la competición. Tras varias victorias en liga cosecharon varios empates distanciándose del F.C. Barcelona, y el club destituyó al entrenador, sustituyéndolo por Dani González justo antes de enfrentarse a las blaugranas, con las que empataron. Tras recuperar el juego y los resultados, volvieron a enfrentarse al F.C. Barcelona en las semifinales de la Supercopa de España, cayendo derrotadas por 3-2. La semana siguiente, en la Copa de la Reina fueron eliminadas en los penaltis por el Betis. A pesar de estos dos tropiezos vencieron al tercer clasificado en liga, el Levante, de manera autoritaria y mantuvieron el segundo puesto en la tabla, sin poder recortar distancias con las blaugranas, que también ganaban todos sus partidos de liga. En marzo de 2020 la competición se suspendió debido a la pandemia del Covid-19 y en mayo de 2020 la RFEF decidió que no se completase la liga, con lo que el club quedó subcampeón con acceso a la Liga de Campeones de la siguiente temporada.
El 30 de junio de 2020 finalizaron sus contratos 7 jugadoras, entre las que destacaban por su larga trayectoria en el club Lola Gallardo y Kenti Robles. El club decidió contratar jugadoras de trayectoria internacional consagrada como Hedvig Lindahl, Alia Guagni, Turid Knaak, Pauline Peyraud-Magnin y Merel van Dongen. En agosto de 2020 se reanudó la Liga de Campeones, en la que la UEFA participaron con muchas bajas, y perdieron por 1-0 ante el F. C. Barcelona. En el último día del mercado de fichajes Ángela Sosa fue traspasada al Real Betis, tras seis temporadas en las que ganó tres ligas y una Copa de la Reina en los 194 partidos que jugó con el club. La temporada comenzó con varias lesiones,  y el equipo fue muy irregular. En enero de 2021 José Luis Sánchez Vera volvió al equipo sustituyendo a Dani González, que no estaba dando los resultados esperados por el club. El cambio tuvo efectos positivos en un principio, ganado la Supercopa. Sin embargo en los siguientes partidos los resultados fueron irregulares en la liga, en la que acabaron en cuarta posición, que les clasificó para jugar la siguiente edición de la Supercopa de España, pero que no les otorgó plaza para jugar la Liga de Campeones. En la Liga de Campeones fueron eliminadas en octavos de final por el Chelsea.
En la temporada 2021-22 causaron baja las jugadoras cedidas, y Toni Duggan, Kylie Strom y Turid Knaak, que acababan contrato, y Charlyn Corral que rescindió su contrato para volver a México. Se traspasó a Pauline Peyraud-Magnin. Se fichó a jugadoras con experiencia en la liga española y se recuperó a Lola Gallardo. En la parcela técnica se fue Sánchez Vera y se firmó a Óscar Fernández, procedente del Madrid C. F. F.. Concluyeron en cuarta posición en liga por lo que no lograron el objetivo de volver a clasificarse para disputar la Liga de Campeones. Fueron finalistas de la Supercopa y cayeron en primera ronda de la Copa de la Reina. La temporada estuvo marcada por el regreso de Virginia Torrecilla tras superar un cáncer, y al final de la temporada se despidieron la capitana Amanda Sampedro tras veinte años en el club, así como a Silvia Meseguer y Laia Aleixandri.
En la temporada 2022-23 causaron baja las capitanas Amanda Sampedro, Silvia Meseguer y Laia Aleixandri. Amanda dejó el club tras ingresar en la Academia a los 9 años y jugar 15 temporadas con el primer equipo, siendo la jugadora con más temporadas y más partidos jugados en el club. Silvia Meseguer, segunda capitana,  estuvo 9 temporadas con el equipo y en el momento de su despedida era la segunda jugadora con más partidos disputados. Laia Aleixandri, tercera capitana, dejó el Atlético de Madrid tras cinco temporadas. También se anunció antes de iniciarse la temporada las bajas de Deyna Castellanos, Hedvig Lindahl y Aïssatou Tounkara. En julio se anunció el traspaso de Kgatlana al Racing Louisville. Se volvió a apostar por traer jugadoras españolas, incorporando a Marta Cardona, Irene Guerrero, Ainhoa Moraza, o Eva Navarro, entre otras, además de jóvenes talentos. Andrea Stašková, y Merle Barth, fueron los dos únicas fichajes foráneos. En la liga tuvieron un desempeño irregular el entrenador fue reemplazado por Manolo Cano. Concluyeron en cuarta posición y sin clasificarse para la Liga de Campeones. Sin embargo, en la Copa de la Reina se clasificaron de forma sólida para la final. El 27 de mayo se enfrentaron en la final al Real Madrid. El equipo iba perdiendo 0-2 en la segunda mitad bajo una gran tormenta, pero igualaron el marcador en el tiempo de descuento con goles de Lucía Moral aprovechando una asistencia de Estefanía Banini, y de la misma Banini en el minuto 96 de lanzamiento de falta. Tras una prórroga sin goles el Atlético de Madrid ganó el título en la tanda de penaltis.
En la temporada 2023-24 tras ganar la Copa de la Reina, se apostó por la continuidad de las jugadoras titulares y sólo salió Maitane López de las habituales más varias jugadoras con menos minutos. El equipo se mantuvo en la zona objetivo durante la primera vuelta, con solidez defensiva y una buena racha goleadora de Sheila Guijarro. En el mes de enero cayeron eliminadas en la semifinal de la Supercopa y en el mes de febrero tuvieron varios duelos directos en liga en los que no se obtuvieron buenos resultados y se distanciaron de los puestos de cabeza. Tras la eliminación de Copa den semifinales y un mal resultado liguero Manolo Cano fue destituido y lo sustituyó el entrenador del segundo filial Arturo Ruiz. Con el cambio y un buen momento de forma de Lola Gallardo, Xènia Pérez, Rasheedat Ajibade y la recuperación de su lesión de Ludmila da Silva, encadenaron varias victorias consecutivas y finalmente lograron el objetivo de clasificarse para la Liga de Campeones tras ser terceras en liga. Lola Gallardo logró el trofeo Zamora como portera menos goleada del campeonato.
En la temporada 2024-25 Víctor Martín sustituyó a Arturo Ruiz. Entre las bajas destacaron Ludmila da Silva y Leicy Santos. El club apostó por traer jugadoras jóvenes con experiencia en España como Silvia Lloris, Fiamma Benítez, Rosa Otermín, Gio Queiroz, Luany y Lauren, estas tres últimas brasileñas que habían coincidido con Martín en el Madrid C. F. C. En la ronda previa de la Liga de Campeones fueron eliminadas en el primer partido de la competición, cayendo por penaltis ante el Rosenborg. En Liga empezaron con buen pie ganando todos los encuentros pero en el mes de noviembre entraron en crisis y empezaron a dejarse puntos, concluyendo el año en tercera posición con tan sólo dos puntos de margen sobre sus perseguidoras. Durante la segunda vuelta protagonizaron una pugna con el Athletic Club para lograr la tercera plaza. Finalmente el Atlético ganó al Athletic en la antepenúltima jornada y logró el tercer puesto en la penúltima jornada de liga. En la Copa de la Reina se clasificaron para jugar la final ante el F.C. Barcelona, en la que cayeron por 2-0.

## Datos del club

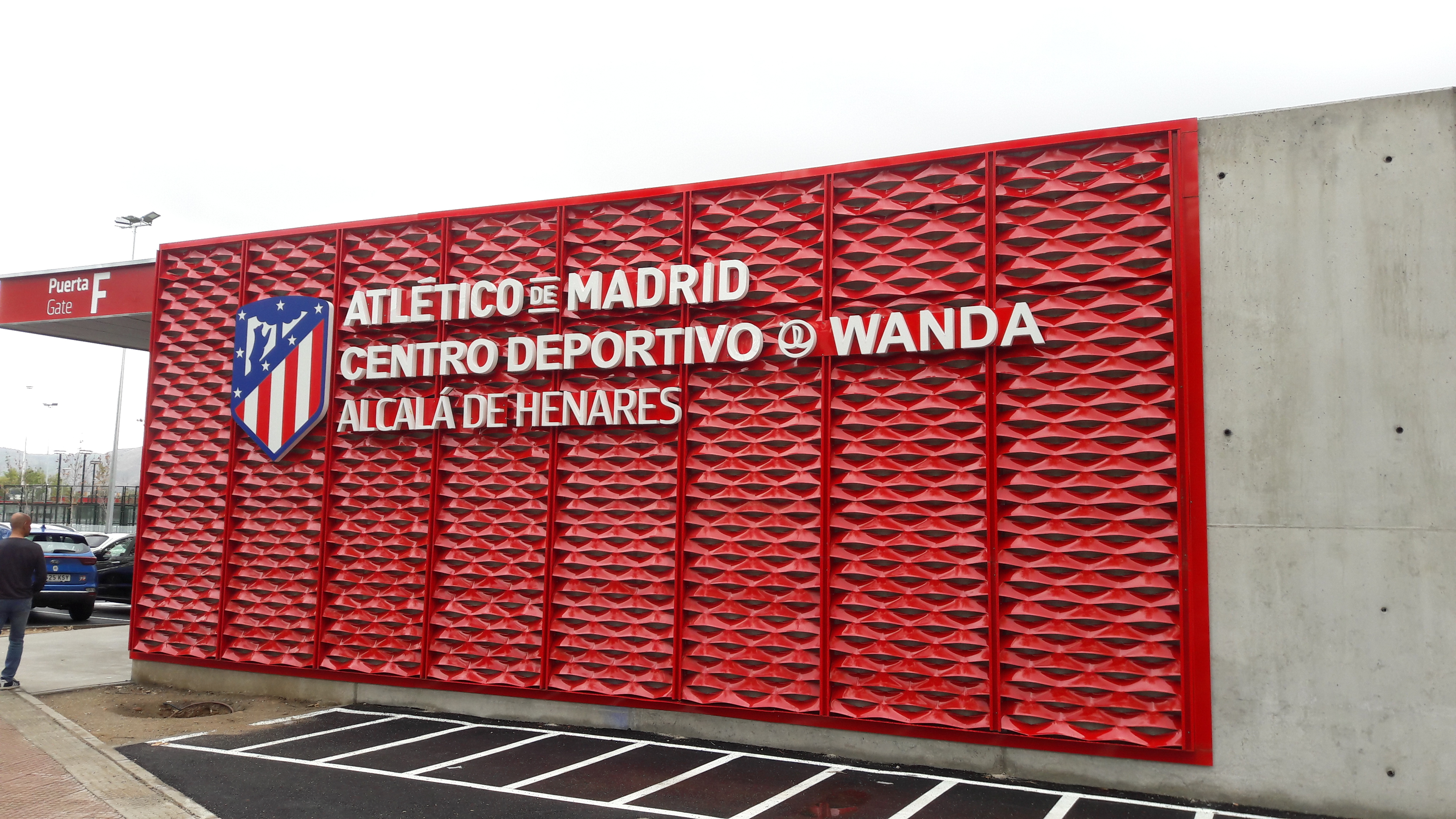
Entrada a Ciudad Deportiva del Atlético de Madrid en Alcalá de Henares

- Temporadas en Primera División: 20.
- Temporadas en Segunda División: 3.
- Mayor goleada conseguida: .
  - En campeonatos nacionales:
  - En torneos internacionales:
- Mayor goleada recibida: 
  - En campeonatos nacionales: .
  - En torneos internacionales: .
- Mejor puesto en la liga: 1.º
- Peor puesto en la liga: 8.º
- Máxima goleadora: Priscila Borja (99-107).
- Portera menos goleada:
- Más partidos disputados: Amanda Sampedro (443-445).

### Palmarés
| Competición nacional (9 títulos) | Títulos                            | Subcampeonatos                    |
| -------------------------------- | ---------------------------------- | --------------------------------- |
| Primera División de España (4)   | 1989-90, 2016-17, 2017-18, 2018-19 | 1990-91, 2014-15, 2019-20. (3)    |
| Copa de España (2)               | 2016, 2022-23                      | 2017, 2018, 2018-19, 2024-25. (4) |
| Supercopa de España (1)          | 2021                               | 2022                              |
| Segunda División de España (2)   | 2003-04, 2005-06                   | 2004-05. (1)                      |

#### Trofeos amistosos
- Trofeo Carranza (1): 2002
- Torneo Benéfico de Fútbol Femenino "Mete un Gol a la Porfiria" (1): 2017[132]
- Torneo COTIF (1): 2017[133]
- Copa Dimayor-LaLiga Women (1): 2018[134][135]
- Torneo de Amistad La Línea-Gibraltar (1): 2018[136]
- The Women's Cup (1): 2023[137]
- Trofeo Ciudad de Alcalá By MadCup (3): 2021,[138] 2022[139] y 2023[140]

### Trayectoria
El Atlético de Madrid inició su trayectoria en la última categoría del fútbol madrileño. En sus dos primeras temporadas consiguió dos ascensos consecutivos hasta la Segunda División. En la categoría de plata estuvo tres temporadas, y ascendió a Primera División en 2006, donde ha permanecido desde entonces, conquistando tres títulos.
| 1989-90                                                                                                  | Liga Nacional    | 1.º      | 22   | 20   | 1    | 1    | 121  | 33   | 41   |      | –           | –        | Emilio Mauri                                               | Jesús Gil      |
| 1990-91                                                                                                  | Liga Nacional    | 2.º      | 14   | 9    | 2    | 3    | 32   | 22   | 20   | 1/2  | –           | –        |                                                            | Jesús Gil      |
| 1991-92                                                                                                  | Liga Nacional    | 7.º      | 13   | 3    | 3    | 7    | 35   | 43   | 9    | –    | –           | –        |                                                            | Jesús Gil      |
| Durante el periodo comprendido entre 1992 y 2001 no compitió por desaparecer el Atlético Villa de Madrid |                  |          |      |      |      |      |      |      |      |      |             |          |                                                            |                |
| 2001-02                                                                                                  | Regional         | 1.º      |      |      |      |      |      |      |      | –    | Champions   | –        | María Vargas                                               | Lola Romero    |
| 2002-03                                                                                                  | Preferente       | 1.º      | 26   | 20   | 4    | 2    | 93   | 18   | 64   | –    | Champions   | –        | María Vargas                                               | Lola Romero    |
| 2003-04                                                                                                  | 1ªN              | G4       | 26   | 17   | 6    | 3    | 49   | 17   | 57   | –    | Champions   | –        | María Vargas                                               | Lola Romero    |
| 2003-04                                                                                                  | 1ªN              | G1, 2.º  | 2    | 1    | 0    | 1    | 2    | 2    | 3    | –    | Champions   | –        | María Vargas                                               | Lola Romero    |
| 2004-05                                                                                                  | 1ªN              | G4       | 24   | 20   | 3    | 1    | 91   | 23   | 63   | –    | Champions   | –        | María Vargas                                               | Lola Romero    |
| 2005-06                                                                                                  | 1ªN              | G4       | 25   | 24   | 0    | 1    | 114  | 13   | 72   | –    | Champions   | –        | María Vargas                                               | Lola Romero    |
| 2005-06                                                                                                  | 1ªN              | G1, 1.º  | 2    | 1    | 1    | 0    | 7    | 4    | 4    | –    | Champions   | –        | María Vargas                                               | Lola Romero    |
| 2006-07                                                                                                  | Superliga        | 8.º      | 26   | 8    | 7    | 11   | 31   | 46   | 31   | 1/4  | Champions   | –        | María Vargas                                               | Lola Romero    |
| 2007-08                                                                                                  | Superliga        | 7.º      | 26   | 11   | 3    | 12   | 36   | 42   | 36   | 1/2  | Champions   | –        | María Vargas                                               | Lola Romero    |
| 2008-09                                                                                                  | Superliga        | 7.º      | 30   | 14   | 6    | 10   | 49   | 33   | 48   | 1/4  | Champions   | –        | Antonio Contreras                                          | Lola Romero    |
| 2009-10                                                                                                  | Superliga        | G3       | 12   | 7    | 3    | 2    | 33   | 16   | 24   | 1/8  | Champions   | –        | Antonio Contreras                                          | Lola Romero    |
| 2009-10                                                                                                  | Superliga        | G1, 4.º  | 14   | 5    | 3    | 6    | 18   | 23   | 18   | 1/8  | Champions   | –        | Antonio Contreras                                          | Lola Romero    |
| 2010-11                                                                                                  | Superliga        | G3       | 12   | 9    | 2    | 1    | 36   | 15   | 29   | 1/2  | Champions   | –        | Antonio Contreras                                          | Lola Romero    |
| 2010-11                                                                                                  | Superliga        | G1, 5.º  | 14   | 5    | 2    | 7    | 17   | 24   | 17   | 1/2  | Champions   | –        | Antonio Contreras                                          | Lola Romero    |
| 2011-12                                                                                                  | 1ªD              | 6.º      | 34   | 20   | 5    | 9    | 83   | 41   | 65   | –    | Champions   | –        | Juanjo Carretero                                           | Lola Romero    |
| 2012-13                                                                                                  | 1ªD              | 3.º      | 30   | 20   | 8    | 2    | 70   | 21   | 68   | 1/2  | Champions   | –        | Juanjo Carretero, Jesús Núñez                              | Lola Romero    |
| 2013-14                                                                                                  | 1ªD              | 3.º      | 30   | 16   | 6    | 8    | 72   | 35   | 54   | 1/4  | Champions   | –        | Jesús Núñez, Ferney Agudelo                                | Lola Romero    |
| 2014-15                                                                                                  | 1ªD              | 2.º      | 30   | 20   | 9    | 1    | 54   | 21   | 69   | 1/2  | Champions   | –        | M.A. Sopuerta                                              | Lola Romero    |
| 2015-16                                                                                                  | 1ªD              | 3.º      | 30   | 22   | 3    | 5    | 83   | 24   | 69   | 1.º  | Champions   | 1/8      | M.A. Sopuerta, Ángel Villacampa                            | Lola Romero    |
| 2016-17                                                                                                  | Primera División | 1.º      | 30   | 24   | 6    | 0    | 91   | 17   | 78   | 2.º  | Champions   | –        | Ángel Villacampa                                           | Enrique Cerezo |
| 2017-18                                                                                                  | Primera División | 1.º      | 30   | 24   | 5    | 1    | 74   | 21   | 77   | 2.º  | Champions   | 1/16     | Ángel Villacampa                                           | Enrique Cerezo |
| 2018-19                                                                                                  | Primera División | 1.º      | 30   | 28   | 0    | 2    | 96   | 19   | 84   | 2.º  | Champions   | 1/8      | José Luis Sánchez Vera                                     | Enrique Cerezo |
| 2019-20                                                                                                  | Primera División | 2.º      | 21   | 15   | 5    | 1    | 43   | 17   | 50   | 1/8  | Champions   | 1/4      | José Luis Sánchez Vera, Pablo López Salgado, Dani González | Enrique Cerezo |
| 2020-21                                                                                                  | Primera División | 4.º      | 34   | 18   | 9    | 7    | 61   | 32   | 63   | 1/2  | Champions   | 1/8      | Dani González, José Luis Sánchez Vera                      | Enrique Cerezo |
| 2021-22                                                                                                  | Primera División | 4.º      | 30   | 17   | 8    | 5    | 71   | 28   | 59   | 1/8  | Champions   | -        | Óscar Fernández                                            | Enrique Cerezo |
| 2022-23                                                                                                  |                  | 4.º      | 30   | 16   | 9    | 5    | 54   | 35   | 57   | 1.º  | Champions   | -        | Óscar Fernández, Manolo Cano                               | Enrique Cerezo |
| 2023-24                                                                                                  |                  | 3.º      | 30   | 18   | 7    | 5    | 53   | 22   | 61   | 1/2  | Champions   | -        | Manolo Cano, Arturo Ruiz                                   | Enrique Cerezo |
| 2024-25                                                                                                  |                  | 3.º      | 30   | 16   | 10   | 4    | 49   | 23   | 58   | 2.º  | Champions   | Ronda 1  | Víctor Martín                                              | Enrique Cerezo |
| 2025-26                                                                                                  |                  |          |      |      |      |      |      |      |      |      |             |          | Víctor Martín                                              | Enrique Cerezo |
| Temporada                                                                                                | División         | Posición | J    | G    | E    | P    | GF   | GC   | Pts. | Copa | Competición | Posición | Entrenadores/as                                            | Presidente     |
| Temporada                                                                                                | Liga             | Liga     | Liga | Liga | Liga | Liga | Liga | Liga | Liga | Copa | Europa      | Europa   | Entrenadores/as                                            | Presidente     |
| Datos actualizados al último partido jugado el 19 de mayo de 2023.                                       |                  |          |      |      |      |      |      |      |      |      |             |          |                                                            |                |

| Regional | Primera Regional, la Cuarta División | Preferente | Preferente Madrileña, la Tercera División | 1ªN | Primera Nacional Grupo 4, la Segunda División | Liga Nacional | Superliga | 1ªD | Primera División |

- Ascenso.  Descenso
- Desde 2001 la Primera Nacional fue la segunda categoría.
- de 2009 a 2011 la Superliga se disputaba en dos fases formadas a su vez por tres grupos en cada una de ellas.
- Desde 2011 la Superliga pasa a llamarse Primera División.
- La Liga de Campeones empezó a disputarse la temporada 2001-02.